# Mosab Hassan Yousef

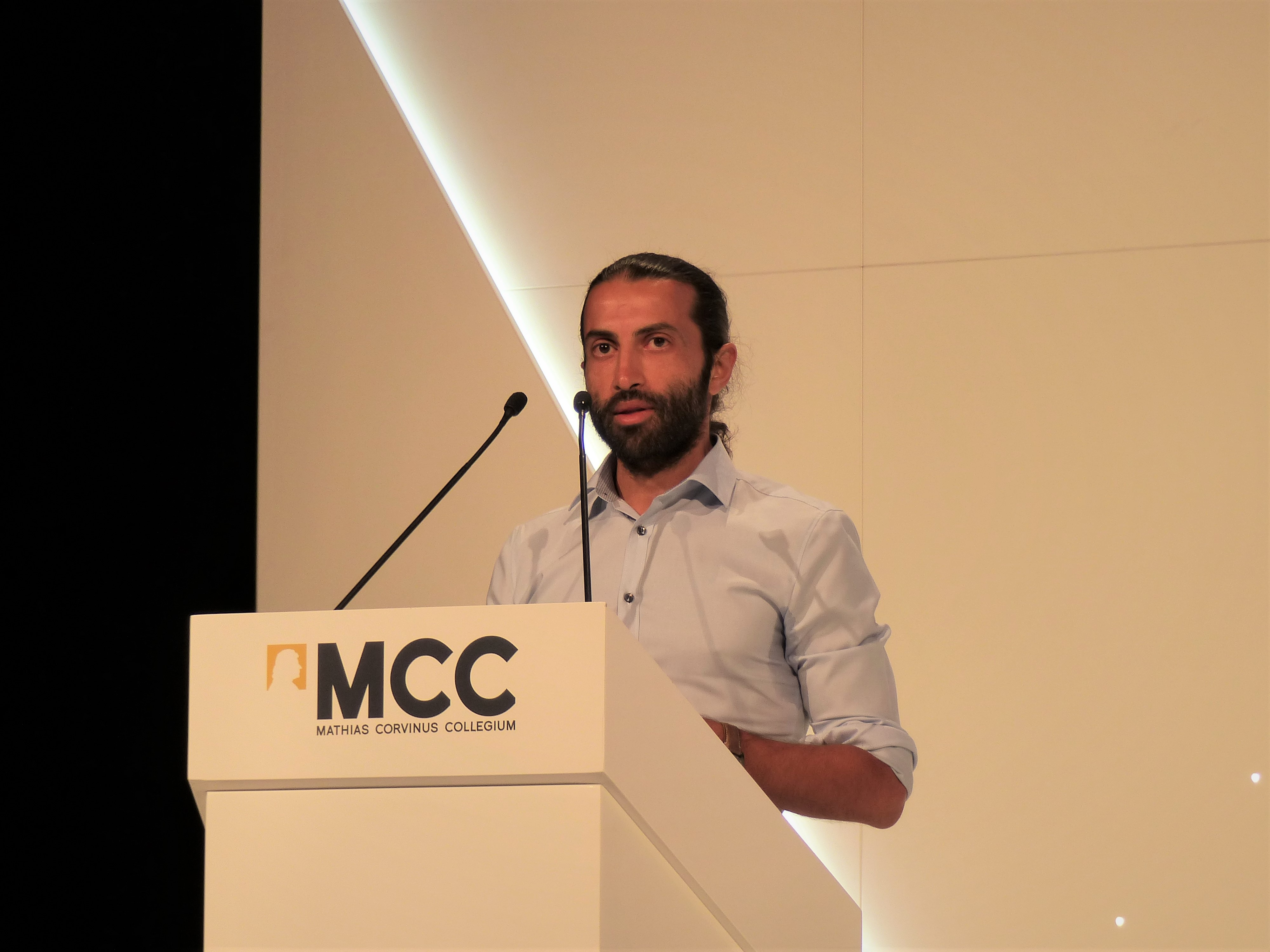
Mosab Hassan Yousef

Mosab Hassan Yousef (* 5. Mai 1978 in Ramallah; arabisch مصعب حسن يوسف, DMG Muṣʿab Ḥasan Yūsuf) ist ein palästinensischer Islamkritiker. Er ist ein Sohn des Hamas-Mitgründers Hassan Yousef und war nach seiner Haft von 1997 bis 2007 Agent des israelischen Inlandsgeheimdienstes Schin Bet. Er schrieb über diese Zeit das Buch Sohn der Hamas: Mein Leben als Terrorist. Seine Geschichte wurde 2014 unter dem Titel The Green Prince verfilmt.

## Leben
Bevor er selbst als Terrorist größeren Schaden anrichten konnte, wurde der als Grüner Prinz bekannte Sohn des Hamas-Mitgründers Hassan Yousef verhaftet und wurde 1996 vom Schin Bet rekrutiert. Er hatte Zugang zu palästinensischen Terroristen, Drahtziehern sowie Selbstmordattentätern und verhinderte dutzende Anschläge. 1999 bekehrte sich Mosab Hassan Yousef (später Joseph) zum Christentum und floh 2007 in die USA. Er beantragte Asyl, welches zunächst im Februar 2009 abgelehnt, ihm aber vom Einwanderungsgericht in San Diego im Juni 2010 doch noch bewilligt wurde.
In seinem Buch Sohn der Hamas: Mein Leben als Terrorist, das er während seines Aufenthaltes in den USA schrieb, schildert er das Leben als Palästinenser bis zu seiner ersten Verhaftung mit 18 Jahren, seinen Gefängnisaufenthalt und seine Agententätigkeit. 2011 hielt Yousef beim 2. Deutschen Israelkongress in Frankfurt am Main einen Vortrag.
2019 floh sein Bruder Suheib Jussef, der von der Türkei aus für den politischen Arm der Hamas arbeitete und geheimdienstliche Aufgaben für sie, wie das Abhören von Führern der Palästinensischen Autonomiebehörde und der Fatah erledigte, nach Südostasien.

## Videos
- Son of Hamas Reveals Shocking Details About Hamas and the Israel-Palestine Conflict, 2.06.36 Minuten, Gespräch mit Jennifer Cohen, veröffentlicht am 12. Dezember 2023
- 'Son of Hamas' Tackles University Antisemitism, Exposes Hamas 'Holy War' to Wipe Out Jews, 1.09.33 Minuten, Universitäts-Vortrag, veröffentlicht am 29. November 2023
- Piers Morgan interviews Hamas founder's son who became a spy for Israel, 12.39 Minuten, Sky News Australia, 27. Oktober 2023
- 'The Brutal Reality of the Middle East' 2.01.37 Minuten, Interview mit Jordan B. Peterson, veröffentlicht am 25. April 2024

## Werke
- Sohn der Hamas: Mein Leben als Terrorist, SCM Hänssler, 2010, ISBN 978-3-7751-5223-5

## Filme
- 2014: The Green Prince (Dokumentarfilm) – Drehbuch auf Grundlage seines Buchs Sohn der Hamas